# Maso da San Friano
Maso da San Friano (właściwie Tomaso D'Antonio Manzuoli, 1536-1571) – włoski malarz okresu manieryzmu, działał głównie we Florencji. Jego pseudonim wywodzi się od rodzinnej miejscowości malarza.

## Życiorys

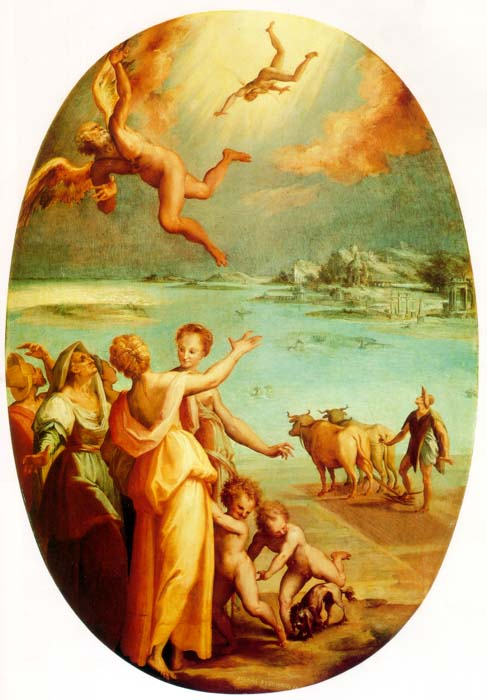
Maso da San Friano, Upadek Ikara, Palazzo Vecchio

Giorgio Vasari wymienia go jako ucznia Piera Francesca Foschiego. W swojej malarskiej twórczości ulegał wpływom Fra Bartolomea, Andrei del Sarto, Jacopa Pontorma i Rossa Fiorentina (Nawiedzenie, 1560 dla kościoła San Pier Maggiore, Florencja).
Odniósł duży sukces zdobiąc katedrę w Prato oraz florenckie kościoły Ognissanti i Santa Felicita. Zaangażowany był również w dekorowanie Palazzo Vecchio.
Do jego najbardziej znanych uczniów należeli Jacopo da Empoli oraz Alessandro Fei.

## Ważne dzieła
- Zmartwychwstanie (1552), kościół Santa Trinita, Florencja
- Dwaj architekci (1556), Palazzo Venezia, Rzym
- Madonna ze świętymi (1560), Santa Trinita, Cortona
- Portret Eleny Quadradetsi Gaddi, Palazzo Pitti, Florencja
- Nawiedzenie (1560), obecnie w kaplicy kolegium Trinity Hall na Uniwersytecie Cambridge (obraz wypożyczony na stałe z Fitzwilliam Museum)[1]
- Święta Trójca ze świętymi Augustynem, Filipem, Kryspinem i Jakubem Większym (ok. 1560-1570), Galleria dell’Accademia, Florencja
- Alegoria męstwa (ok. 1562), tamże
- Portret Ferdinanda I di Medici (1570), Muzeum miejskie, Prato
- Święta Rodzina (1570), Ashmolean Museum, Oxford